# L'Orchidée blanche (film, 1947)
Pour les articles homonymes, voir L'Orchidée blanche.
Pour plus de détails, voir Fiche technique et Distribution.
L'Orchidée blanche (titre original : The Other Love) est un film américain réalisé par André de Toth sorti en 1947.

## Synopsis
Ignorant que sa maladie est en phase terminale, la pianiste de concert Karen Duncan s'inscrit dans un sanatorium suisse sous les soins du Dr Tony Stanton, dont Karen n'apprécie pas les manières, qu'elle juge très sévèrement. Un jour, elle et une autre patiente, Célestine Miller, profitent d'une journée hors de la clinique ainsi que d'une nuit en ville malgré les conseils de leur médecin.
Plus tard, le coureur d'automobile Paul Clermont est présenté à Karen et l'invite à Monte Carlo et bien qu'elle soit attirée par son médecin, elle accepte compte tenu du manque apparent d'intérêt de Tony pour tout autre chose que sa santé, ce qui la pousse à accepter l'invitation. Là-bas, elle joue, fume et boit en faisant la fête chaque soir, puis elle revient au sanatorium pour découvrir que Célestine est morte.
Paniquée, Karen suit d'abord l'ordre de son médecin de ne pas faire d'effort mais elle finit par désobéir en repartant avec Paul et met son bien-être en danger. Ce n'est qu'à la dernière minute qu'elle revient auprès de Tony, qui la demande en mariage et observe attentivement leur avenir commun qui ne tient qu'à un fil.

## Fiche technique
- Titre : L'Orchidée blanche
- Titre original : The Other Love
- Réalisation : André de Toth
- Scénario : Ladislas Fodor et Harry Brown, d'après une nouvelle (non publiée) Beyond de Erich Maria Remarque
- Photographie : Victor Milner
- Montage : Walter Thompson
- Musique : Miklós Rózsa
- Direction artistique : Nathan Juran
- Décors : Edward G. Boyle
- Costumes : Edith Head et Marion Herwood Keyes
- Son : Max M. Hutchinson
- Production : David Lewis (en)
- Société de production : Enterprise Productions (en)
- Société de distribution :  United Artists ;  Anglo-Amalgamated ;  Metro-Goldwyn-Mayer
- Pays de production :  États-Unis
- Langue originale : anglais
- Format : noir et blanc – 35 mm – 1,37:1 – mono (Western Electric Recording)
- Durée : 95 minutes
- Genre : mélodrame
- Dates de sortie :
  - Royaume-Uni : 27 mars 1947 (première mondiale à Londres)
  - États-Unis : 14 mai 1947 (New York)
  - France : 9 juillet 1948

## Distribution
- Barbara Stanwyck : Karen Duncan
- David Niven : Docteur Anthony Stanton
- Richard Conte : Paul Clermont
- Gilbert Roland : Croupier
- Joan Lorring : Célestine
- Lénore Aubert : Yvonne
- Maria Palmer : Huberta
- Natalie Schafer : Dora Shelton
- Edward Ashley : Richard Shelton
- Richard Hale : Professeur Linnaker

Actrices non créditées :
- Ann Codee : la fleuriste
- Mary Forbes : Mme Gruen

## Autour du film
- Selon Hollywood Reporter[1], Robert Stack a commencé à tourner le rôle de Paul Clermont pendant un mois, mais après avoir attrapé la grippe il a été remplacé par Richard Conte. Deux semaines plus tard, Barbara Stanwyck tomba aussi malade et la production dut s'arrêter pendant deux semaines.
- Selon Daily Variety[1], une partie des bénéfices de la première à Londres (4 000 $) fut donnée au Lord Maire pour la fondation liée aux dommages des crues de la Tamise de 1947 (en).
- Pour des questions budgétaires, le film a été tourné en studio[réf. souhaitée].
- Erich Maria Remarque développera la nouvelle Beyond en un roman Le ciel n'a pas de préférés (titre original : Der Himmel kennt keine Günstlinge). Celui-ci sera adapté au cinéma par Sydney Pollack sous le titre : Bobby Deerfield.